# Спираль Ферма

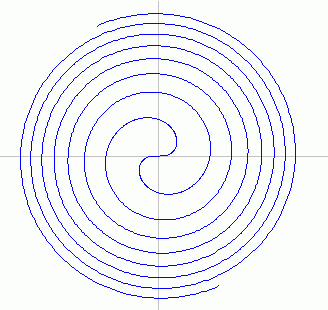
Спираль Ферма

Спираль Ферма (иногда неправильно параболическая спираль) — спираль, задаваемая на плоскости в полярных координатах уравнением {\displaystyle r^{2}=a^{2}\varphi }. Является видом Архимедовой спирали.

## Свойства
Параметрическое уравнение
{\displaystyle {\begin{aligned}x&={\text{sgn}}(a)\cdot |a|\cdot \theta ^{(1/2)}\cdot \cos \theta \\y&={\text{sgn}}(a)\cdot |a|\cdot \theta ^{(1/2)}\cdot \sin \theta \end{aligned}}}

## Построение

### Математика и подсолнечник
Учёный Фогель в 1979 году предложил модель для распределения цветков и семян у подсолнуха. Эта модель выражается следующим образом,
{\displaystyle r=c{\sqrt {n}}},
{\displaystyle \theta =n\times 137.5^{\circ }},
где θ — угол, r — радиус или расстояние от центра, а n — номер цветка и c — константа. Это форма спирали Ферма.